# Stazione di Ancona Stadio
Stazione di Ancona Stadio vasútállomás Olaszországban, Marche régióban, Ancona településen.

## Vasútvonalak
Az állomást az alábbi vasútvonalak érintik:
- Ancona–Lecce-vasútvonal

## Kapcsolódó állomások
A vasútállomáshoz az alábbi állomások vannak a legközelebb: 
- Stazione di Camerano-Aspio
- Stazione di Varano